# Відслонення Грушанської світи
Відсло́нення Груша́нської сві́ти — геологічна пам'ятка природи загальнодержавного значення. Розташована в межах Могилів-Подільського району Вінницької області, поруч із селом Грушка.
Площа 0,5 га. Створений у 1984 р.
Охороняється ділянка (відслонення гірських порід) на правому березі річки Мурафи, де розташований один з небагатьох в Україні стратотипних розрізів грушанської світи протерозойських відкладів.
Довжина відслонення становить 13,3 км. Її зеленувато-сірі піщано-глинисті відклади донизу, вглиб землі по розрізу поступово змінюються грубими, погано відсортованими коричневими аркозовими пісковиками. Між цими пластами йдуть отвори водяних потоків. В основі залягає пласт брекчій з уламків кристалічних порід. Потужність світи понад 13 м.
Пошарово: 
• Аргіліт пісковий, зелено-сірий з лінзами пісковиків — 4,6 м;
• Пісковики аркозові, глинисті, темно-буро-червоні, невиразно шарові — 4,3 м;
• Брекчія темно-бура, строката, сипка, з уламками вивітрених мігматитів; цемент залізисто-глинистий;
• Брекчія масивна, з уламками мігматитів, гранітів, гнейсів, вивітрених базальтів, кварцу на залізисто-глиняному цементі; — 0,4 м;
• Мігматити вивітрені, позалізнені, буро-червоні — 1,5 м.
Заказник має наукову цінність, тому що відслонення представлені уламковими породами вперемішку із вулканогенним матеріалом та вулканічним попелом. Ці уламки, кратери вулкана та згустки лави синхронні з тими шарами, які виявлені у Волинській та Рівненській областях. Відслонення Грушанської свити вузькою смугою-язиком тягнеться навіть до самого Дністра. Прояви цього геологічного явища простежуються по річці Лядовій поблизу с. Вищеольчедаїв.

У 2007 р. за підсумками обласного конкурсу «Сім чудес Вінниччини», геологічну пам'ятку «Грушанська світа» в с. Грушка Могилів-Подільського району визнано одним з 21 переможців у номінації «Перлини Вінниччини».
У 2010 р. увійшов до складу Регіонального ландшафтного парку «Мурафа».